# Otto Dickel
Johannes Otto Eduard Dickel (* 5. Juni 1880 in Darmstadt; † 14. Juni 1944 in Undingen) war ein deutscher Studienrat und völkischer Agitator. Als frühes Mitglied der DAP beziehungsweise NSDAP geriet er in Konkurrenz zu Adolf Hitler und wurde 1921 aus der Partei ausgeschlossen.

## Leben
Otto Dickel wurde 1880 in Darmstadt als Sohn des Lehrers und Imkers Ferdinand Dickel geboren. Durch sein Studium der Naturwissenschaften gelangte er nach München und reiste zu Studienzwecken u. a. nach China und Indien.
Durch seinen Vater kam er mit der Bienenzucht in Berührung und verfasste mehrere Schriften darüber. Dickel studierte an der Ludwig-Maximilians-Universität München und promovierte im Jahre 1904 mit der Dissertation „Entwicklungsgeschichtliche Studien am Bienenei“.
Im Sommer 1909 nahm er als „geprüfter Lehramtscandidat“ eine Stelle am Königlichen Realgymnasium Augsburg an. Dort sollte er zunächst als Assistent, später als Gymnasialturnlehrer für die gesamte Schule den Turnunterricht abhalten. 1914 trat er in den Ersten Weltkrieg ein. Sein eigentliches Fachgebiet, die Naturwissenschaften, konnte er aber nur kurz nach seiner Heimkehr aus dem Krieg 1918 unterrichten.
Dickel war ein frühes Mitglied der NSDAP und veröffentlichte Anfang 1921 mit Die Auferstehung des Abendlandes einen „Anti-Spengler“. Im März 1921 gründete er seine eigene Organisation, die Deutsche Werkgemeinschaft. In ihr verband er sozial- und lebensreformerische Vorstellungen mit Konzepten einer Bodenreform nach Adolf Damaschke. Zugleich sollte sich die Deutsche Werkgemeinschaft für eine ständestaatliche Ordnung und eine Rechtsordnung nach „germanischer Wesensart“ einsetzen. Dickel unterhielt gute Beziehungen zu eher nationalbolschewistisch gesinnten Augsburger Gewerkschaftskreisen. Bis Oktober 1922 gehörte aber auch Julius Streicher mit seinen Anhängern der Werkgemeinschaft, deren Erster Vorstand der in Neustadt an der Aisch tätige Oberbahnmeister Christian Lehmann (* 1867 in Limbach/Pf.) war, an.
Als Adolf Hitler im Juni 1921 nach Berlin reiste, um Geldmittel für die NSDAP zu beschaffen, trat Dickel auf Einladung der Partei in München als Redner auf. Er stieß dabei auf sehr positive Resonanz, und am 10. Juli 1921 trafen sich Münchner Nationalsozialisten und Vertreter der Nürnberger DSP mit Dickel in Augsburg, um eine mögliche Fusion zu besprechen. Hitler stieß überraschend auch zur Tagung und erklärte am folgenden Tag seinen Austritt aus der NSDAP. Vermutlich handelte Hitler im Affekt, weil er befürchtete, seinen Rang innerhalb der Partei einzubüßen. Seinen Wiedereintritt, den Dietrich Eckart vermittelte, verknüpfte Hitler jedoch mit weitreichenden Forderungen nach diktatorischen Machtbefugnissen innerhalb der NSDAP, mit denen er zugleich eine programmatische Linkswendung der Partei verhindern konnte. Nachdem sich die Partei im Juli 1921 Hitler untergeordnet hatte, wurde Dickel am 10. September ausgeschlossen.
Zusammen mit Ludwig Herpel gehörte Dickel zu den geistigen Vätern der Ausgleichskassen-Idee, die er bereits im Winter 1922/23 veröffentlichte. Die praktische Umsetzung dieses bargeldlosen Verrechnungssystems auf Basis zinsloser Kredite erfolgte 1931 in Rendsburg. Der Erfolg der Ausgleichskasse Rendsburg führte zur Gründung einer Vielzahl weiterer Ausgleichskassen und ähnlicher Systeme im gesamten damaligen Reichsgebiet. Die Ausgleichskassen wurden 1934 durch das Gesetz gegen den Missbrauch des bargeldlosen Zahlungsverkehrs in Deutschland verboten.
Dickel wurde im Oktober 1934 verhaftet und im Dezember wegen angeblicher Nähe zu Otto Strasser vor dem Volksgerichtshof angeklagt. Nach einer zehnmonatigen Haft konnte er im Februar 1936 ans Realgymnasium zurückkehren, wurde aber einen Monat später nach Hof versetzt. Die Stelle in Hof trat Dickel jedoch nicht an, da er 1936 vorzeitig pensioniert wurde. Zu Beginn des Zweiten Weltkriegs zog er in die Nähe von Reutlingen und fand Kontakt zu oppositionellen Kreisen. Nach einem Treffen mit Gesinnungsgenossen in Karlsruhe wurde er von der Gestapo aufgesucht. Da er offensichtlich eine Verhaftung befürchtete, beging er am 14. Juni 1944 Selbstmord.

## Gründung von Dickelsmoor
1926 wurde die „Gartenbau-Siedlung Dickelsmoor“ bei Augsburg von Angehörigen der „Deutschen Werkgemeinschaft“ (auch Werkgemeinschaft des Abendländischen Bundes genannt) unter Dickels Vorsitz gegründet. Otto Dickel war Anhänger der ergokratischen Idee und wollte eine „freie unverschuldbare Heimstätte“ bzw. ein „Erblehengut“, das die Volksernährung aus eigener Scholle sicherstellen sollte. In der Laubenkolonie nordöstlich von Augsburg sollte ein Modell von Dickels Siedlungsprogramm entstehen.
Die im März 1921 gegründete völkisch-antisemitische Werkgemeinschaft war für wirtschaftsfriedliche Kooperation mit den Unternehmern und gegen die angebliche Herrschaft der Juden. Bis 1923 war diese Gemeinschaft in Augsburg stärker als die NSDAP und entzog dieser sogar Mitglieder.

## Kontroverses JahrbuchAltbayern in Schwaben2011
Für Aufsehen sorgte 2011 ein Aufsatz, den der Vorsitzende des Heimatkundevereins Derching, Leonhard Knauer, 2011 im Jahrbuch Altbayern in Schwaben des Landkreises Aichach-Friedberg über die Siedlung Dickelsmoor veröffentlichte. Darin charakterisierte Knauer Dickel als „sozialen Nationalisten“, dessen Ziele „soziale Gerechtigkeit, europäische Zusammenarbeit und wahre Humanität“ gewesen seien. Die Kreistagsfraktion der Grünen versuchte die Auslieferung des Jahrbuches zu verhindern und beantragte eine Prüfung durch das Münchner Institut für Zeitgeschichte. Der Kreistag lehnte dies hingegen mit einer Mehrheit von 49:7 Stimmen ab.
Kritisiert wurde an Knauers Artikel, dass dieser nicht auf Dickels Antisemitismus eingehe. Dickel hatte in Die Auferstehung des Abendlandes (1921) unter anderem geschrieben:

„Wer die Judenfrage lösen will – und sie muß gelöst werden –, muß tief schürfen. Er muß erkennen, daß der Jude nur da gedeiht, wo Fäulnis herrscht, daß er nur da zur Macht gelangt und zur furchtbaren Plage wird, wo seinem Wuchergeist kein Einhalt geboten wird. Das läßt sich nur auf einem Wege erreichen: Durch Schaffung eines Rechtes, das es unmöglich macht, daß der Urquell alles völkischen Kultur- und Wirtschaftslebens, der Grund und Boden, der Ausbeutung der Wucherhände verfällt, durch das die Zinsknechtschaft und ihr Beschützer, das Parteiwesen, beseitigt wird.“

## Familie
Sein Sohn Gerhard Dickel war Physikochemiker und Miterfinder des Clusius-Dickel-Trennrohres.

## Schriften
- Entstehen Drohnen aus befruchteten Eiern?. In: Bienenwirtschaftliches Centralblatt 40 (1904).
- Die Getreidefliegen. E.Ulmer, Stuttgart 1906.
- Zur Geschlechtsbestimmungsfrage bei den Hymenopteren, insbesondere bei der Honigbiene. In: Bienenwirtschaftliches Centralblatt 34. (1914).
- Die Auferstehung des Abendlandes: Die abendländische Kultur als Ausfluss des planetarischen Weltgefühls; Entwicklung und Zukunft. Gebrüder Reichel, Augsburg 1921.
- Wie es kommt und was wir tun müssen. Selbstverlag, Augsburg 1922.
- Der Schlüssel zum Kerkertor. Zwei Welten Verlag, Stade in Hannover 1923.
- Erkenntnis, Ziel und Weg der Deutschen Werkgemeinschaft. Aufklärungsblätter der „Deutschen Werkgemeinschaft“. 2. Auflage, Zwei Welten Verlag, Stade in Hannover 1926.
- Leitfaden für deutsche Volkswirtschaft, D. W. G. – Volk, Freiheit, Vaterland, Augsburg 1926.
- Steuerfreiheit bringt Arbeit und Brot. Verl. Deutsche Zukunft A. Herpel, Hamburg 1931.
- Arbeitsbeschaffung durch Ausgleichskassen. Th. Eisen, München 1932.
- Wehrkraft und Wirtschaft. Verl. Die Schwertschmiede, Leonberg-Stuttgart 1935.
- Organische Volkswirtschaftslehre. Verl. Die Schwertschmiede, Leonberg-Stuttgart 1937.